# Rattenfänger von Hameln

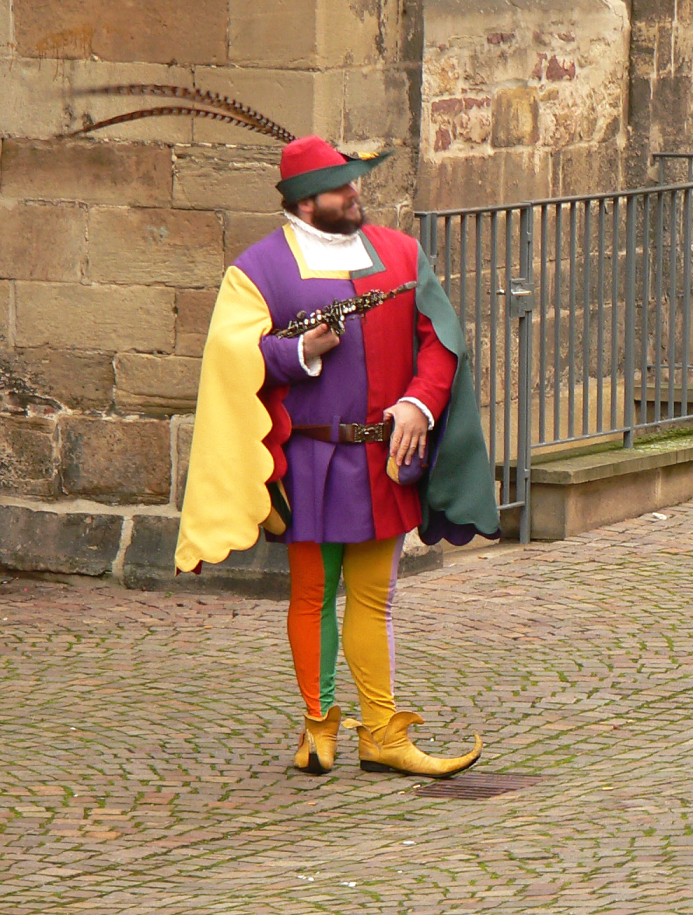
Stadtführung in Hameln durch den „Rattenfänger von Hameln“

Rattenfänger von Hameln ist eine der bekanntesten deutschen Sagen. Sie wurde in mehr als 30 Sprachen übersetzt. Es wird geschätzt, dass mehr als eine Milliarde Menschen sie kennen. Selbst in fernen Ländern gehört sie häufig zum Schulunterrichtsstoff; besonders in Japan und in den USA ist sie sehr beliebt.

## Sage (nach den Brüdern Grimm)

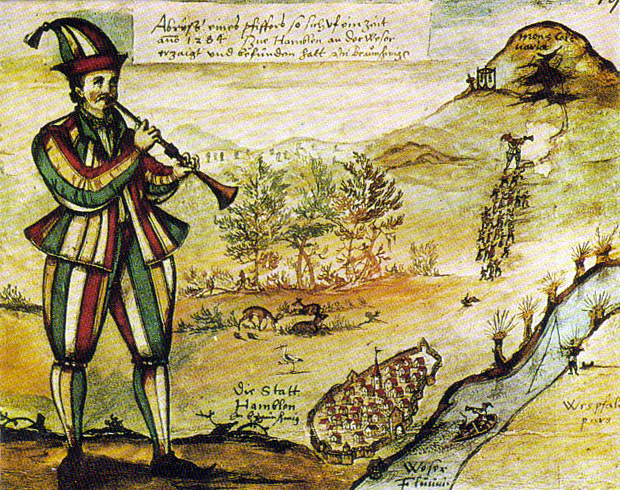
Älteste Rattenfängerdarstellung von 1592 als Schalmeipfeifer; Kopie einer Glasmalerei in der Marktkirche Hameln

Der Sage nach ließ sich im Jahre 1284 zu Hameln ein wunderlicher Mann sehen. Er hatte ein Obergewand aus vielfarbigem, buntem Tuch an und gab sich für einen Rattenfänger aus, indem er versprach, gegen ein gewisses Geld die Stadt von allen Mäusen und Ratten zu befreien. Hameln litt zu dieser Zeit unter einer großen Rattenplage, derer die Stadt selbst nicht Herr wurde, weshalb sie das Angebot des Fremden begrüßte.
Die Bürger sagten ihm seinen Lohn zu, und der Rattenfänger zog seine Pfeife heraus und pfiff eine Melodie. Da kamen die Ratten und Mäuse aus allen Häusern hervorgekrochen und sammelten sich um ihn herum. Als er nun meinte, es sei keine zurückgeblieben, ging er aus der Stadt hinaus in die Weser; der ganze Haufen folgte ihm nach, stürzte ins Wasser und ertrank. Als aber die Bürger sich von ihrer Plage befreit sahen, bereuten sie das Versprechen und sie verweigerten dem Mann den Lohn, sodass er zornig und erbittert wegging.
Am 26. Juni, am Tag der Heiligen Johannes und Paulus, kehrte er jedoch zurück in Gestalt eines Jägers mit schrecklichem Angesicht, einem roten, wunderlichen Hut und ließ, während alle Welt in der Kirche versammelt war, seine Pfeife abermals in den Gassen ertönen. Alsbald kamen diesmal nicht Ratten und Mäuse, sondern Kinder, Knaben und Mägdlein vom vierten Jahre an, in großer Anzahl gelaufen. Diese führte er, immer spielend, zum Ostertore hinaus in einen Berg, wo er mit ihnen verschwand. Nur zwei Kinder kehrten zurück, weil sie sich verspätet hatten; von ihnen war aber das eine blind, sodass es den Ort nicht zeigen konnte, das andere stumm, sodass es nicht erzählen konnte. Ein Knäblein war umgekehrt, um sein Obergewand zu holen, und so dem Unglück entgangen. Einige sagten, die Kinder seien in eine Höhle geführt worden und in Siebenbürgen wieder herausgekommen. Es waren ganze 130 Kinder verschwunden. Man hat sie nie mehr gesehen.
(Gekürzt und sprachlich etwas modernisiert nach: Brüder Grimm: Deutsche Sagen, Nr. 245, Die Kinder zu Hameln)

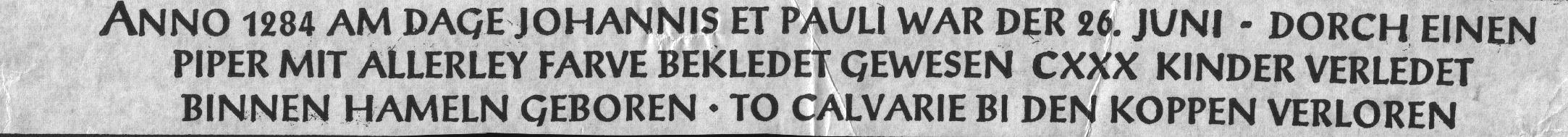
Abschrift der Hausinschrift am Rattenfängerhaus aus dem 17. Jahrhundert zur Rattenfängersage

## Historischer Hintergrund

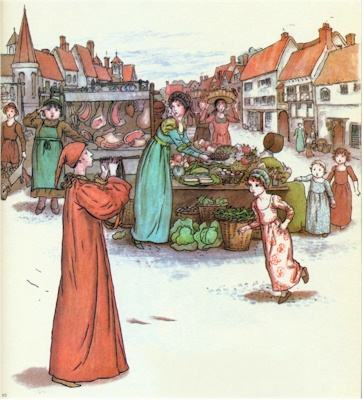
Illustration von Kate Greenaway zu Robert Brownings Adaption der Sage

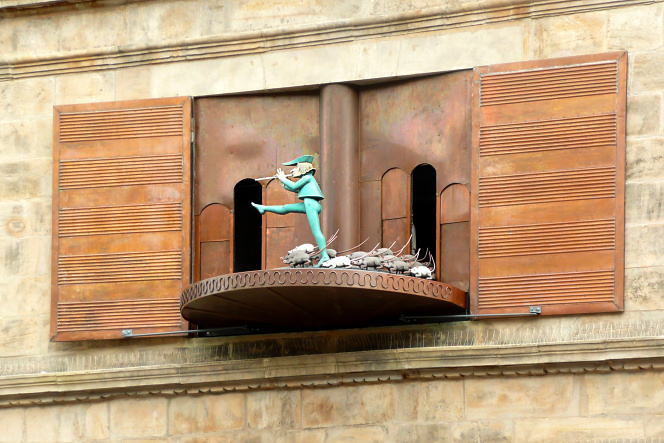
Glockenspiel zur Sage am Hochzeitshaus in Hameln

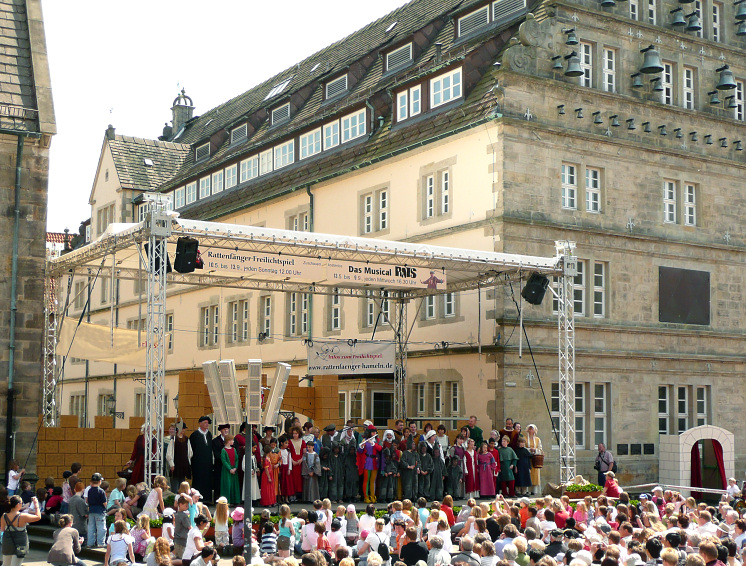
Rattenfänger-Freilichtspiele neben dem Hochzeitshaus in Hameln

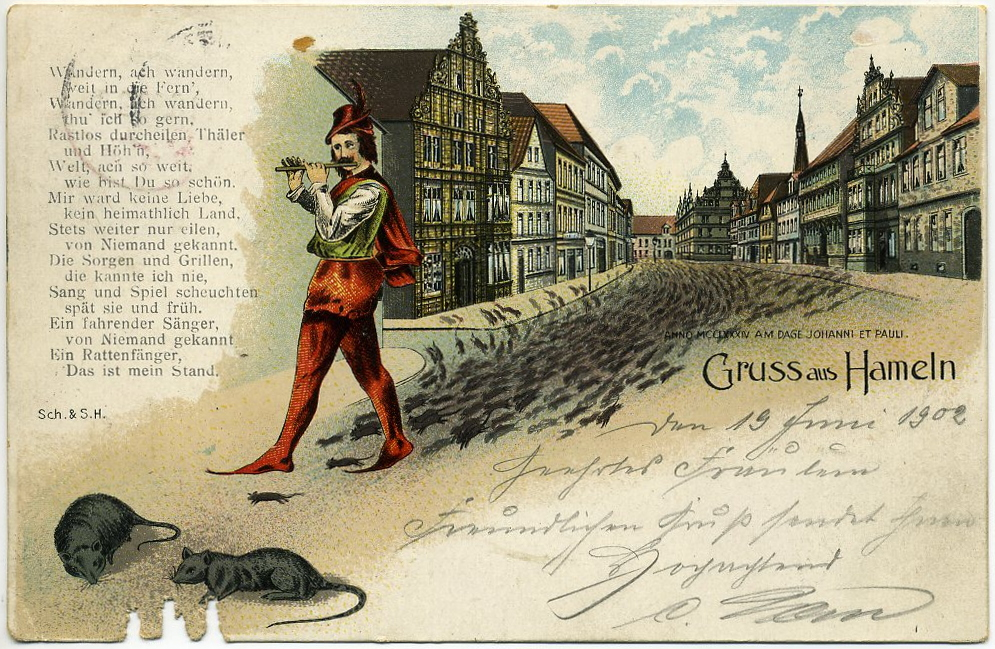
Lithografie von 1902: „Gruss aus Hameln“

Die Entstehung und der eventuelle historische Kern der Rattenfängersage lassen sich nicht mit letzter Sicherheit ermitteln. Als gesichert kann jedoch gelten, dass es sich hierbei um zwei ursprünglich selbständige Sagen handelt, die dann miteinander verbunden wurden: Die ursprüngliche Kinderauszugssage wurde wahrscheinlich erst Ende des 16. Jahrhunderts mit einer Rattenvertreibungssage verknüpft. Dabei ist die Wahrscheinlichkeit, dass beide Sagen(teile) einen historischen Kern aufweisen, unterschiedlich groß. In den mittelalterlichen Ratsbüchern der Stadt Hameln ist zum Beispiel nirgends nachweisbar, dass die Stadt einem Rattenfänger Lohn versprochen oder ausbezahlt hätte. Dass der Teil „Rattenvertreibung“ Legende ist, legen auch wissenschaftliche Untersuchungen nahe zur Frage, ob Ratten auf den Klang einer Flöte reagieren. Dies konnte bei der üblichen Frequenz damals gebräuchlicher Flöten nicht bestätigt werden.
Anders verhält es sich mit dem Sagenteil „Kinderauszug“, wobei unter den vielen Interpretationen die Deutung auf die von Niederdeutschland ausgehende Ostkolonisation die größte Wahrscheinlichkeit für sich beanspruchen kann: Die „Kinder von Hameln“ dürften Hamelner Jungbürger gewesen sein, die von adligen Territorialherren oder Lokatoren zur Siedlung im Osten angeworben wurden.
Die Auswanderungsregion der Hamelner Kinder – zuvor hatte man an Siebenbürgen, Mähren, Pommern oder das Deutschordensland gedacht – wurde von dem Onomastikprofessor Jürgen Udolph 1997 präzisiert: Auswanderer hatten die Angewohnheit, neu gegründete Orte in ihren Zielgebieten nach Orten aus ihrer alten Heimat zu benennen. Im Zuge der mittelalterlichen Ostkolonisation lassen sich Ortsnamen aus der Hamelner Region vor allem im heutigen Bundesland Brandenburg lokalisieren, insbesondere in den Regionen Prignitz und Uckermark. So findet sich beispielsweise der Name des in der Nähe von Hameln gelegenen Ortes Hamelspringe („Ort, wo die Hamel entspringt“) als Hammelspring im Landkreis Uckermark wieder, wo für diese Benennung kein lokaler Anlass erkennbar ist. Ebenso dürfte der Name der Grafschaft Spiegelberg im Weserbergland zur Benennung des Ortes Groß Spiegelberg bei Pasewalk geführt haben.
Dagegen scheiden Siebenbürgen und Mähren entgegen früheren Annahmen als Zielgebiete der Hamelner Auswanderer weitgehend aus, weil es dort keine nachweislich aus dem Wesergebiet stammenden Ortsnamen gibt. Die ältere Literatur verweist hier vor allem auf einen Ortsnamen Hamlíkov in Mähren, doch ist dieser, wie Udolph zeigen konnte, nicht von der Stadt Hameln abgeleitet. Unabhängig von den Ortsnamen fanden der Troppauer Stadtarchivar Wolfgang Wann und der Hamelner Heimatforscher Heinrich Spanuth heraus, dass im nordmährischen Olmütz in der damaligen Zeit dieselben Familiennamen wie im Hamelner Bürgerregister verzeichnet sind (so zum Beispiel Hamel, Hämler, Hamlinus, Leist, Fargel, Ketteler und andere), was womöglich kein Zufall ist.
Insgesamt aber machen die namenskundlichen Belege für die Regionen Prignitz und Uckermark sowie der überlieferte Zeitpunkt des Kinderauszugs – das 13. Jahrhundert war die Blütezeit der deutschen Ostkolonisation – die Auswanderungstheorie sehr wahrscheinlich: Der Rattenfänger mag in Wirklichkeit ein Werber für deutsche Siedler im Osten gewesen sein, und die Legende (Rattenfänger-Sage) will nur den Verlust fast einer ganzen Generation, die wegen Perspektivlosigkeit ihre Heimat verlassen hat, lyrisch umschreiben bzw. als Racheakt eines Geprellten deuten. Vielleicht wollte man sich auch nicht die Blöße geben, dass eine gesamte Generation auswanderte, weil sie in dem damaligen Zunftwesen keine Zukunft sah und lieber gen Osten zog mit der Aussicht, dort einen eigenen Hausstand oder Betrieb aufzubauen.
Mehrere Historiker nehmen an, die Sage vom Rattenfänger von Hameln sei vom Kinderkreuzzug inspiriert worden. Gegen diese Ansicht spricht jedoch unter anderem, dass der Kinderkreuzzug 1212 stattgefunden hat; das glaubwürdig überlieferte Auswanderungsjahr der Hamelner Kinder ist jedoch 1284. Dasselbe Argument ist auch gegen die Deutung der Rattenfängersage als Pesterzählung geltend zu machen, da Pestepidemien im mittelalterlichen Europa erst seit 1347 auftraten.
Eine andere, weniger stark vertretene Theorie besagt, dass die Hamelner Kinder einem heidnischen Sektenführer aufgesessen sein könnten, der diese zu einem religiösen Ritus in die Wälder bei Coppenbrügge geführt hat, wo sie heidnische Tänze aufführten. Dabei habe es einen Bergrutsch oder Erdfall gegeben, wodurch die meisten umgekommen seien. Noch heute lässt sich dort eine große Kuhle finden, die durch ein solches Ereignis entstanden sein könnte.

Rattenfänger von Hameln von Heinrich Wefing

## Verbreitung und Popularisierung

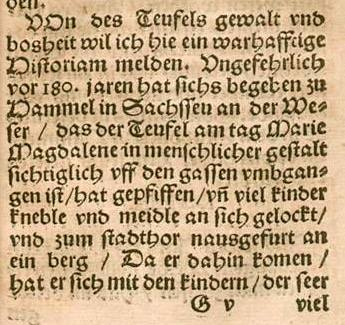
Sage bei Jobus Fincelius

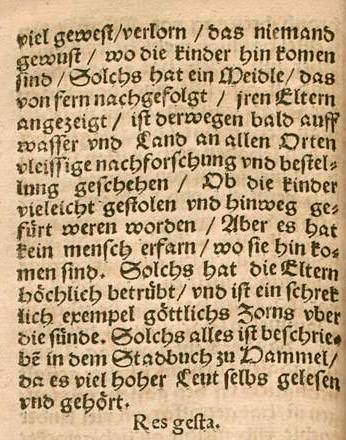
Sage bei Jobus Fincelius

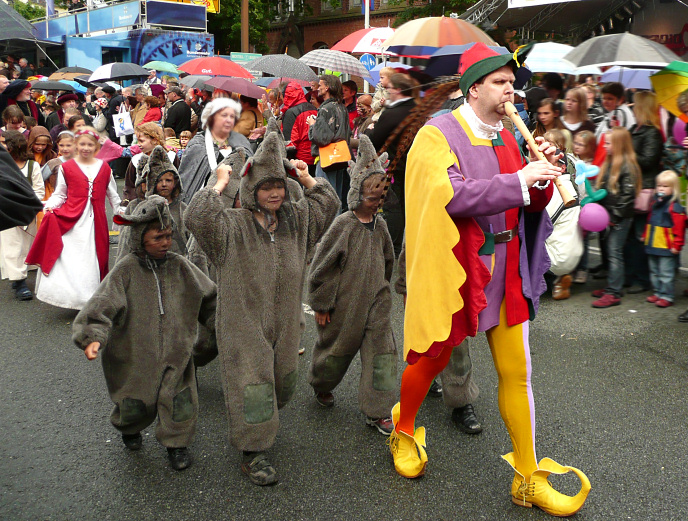
Rattenfängerdarstellung am Tag der Niedersachsen 2009 in Hameln

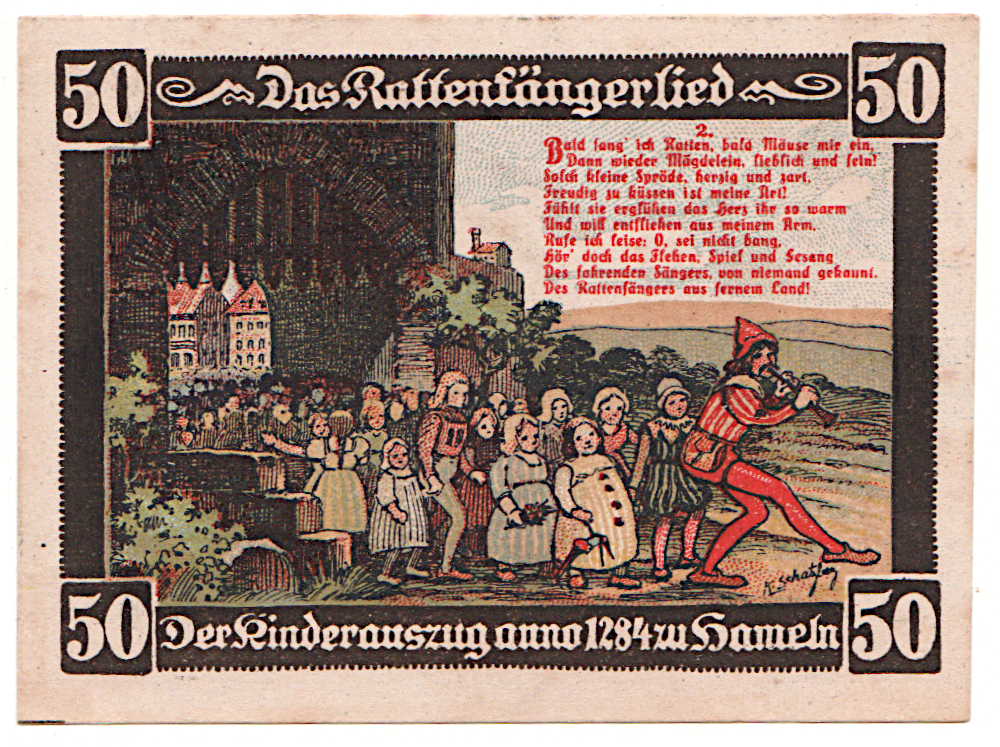
Ein „Rattenfängerlied“ auf einem Gutschein der Münster-Café-Diele in Hameln, 1921

Die älteste, in lateinischer Prosa verfasste Beschreibung des Kinderauszugs von Hameln steht in einem um 1430/50 entstandenen Nachtrag zur Lüneburger Handschrift Theol. 2° 25 der Catena aurea des Mindener Dominikanermönchs Heinrich von Herford († 1370). Die erste gedruckte Erwähnung der Sage findet sich 1556 bei Jobus Fincelius. Sie wird im 16. Jahrhundert auch von Kasper Goltwurm, Froben Christoph von Zimmern, Johann Weyer, Andreas Hondorff, Lucas Lossius, Andreas Werner, Heinrich Bünting, Hannibal Nullejus und Georg Rollenhagen geschildert. Der Hamelner Bürgermeister Friedrich Poppendieck stiftete 1572 ein Glasfenster für die Marktkirche mit einer Darstellung des Pfeiffers, das in einer Abzeichnung von 1592 erhalten ist.
Die Sage wurde im 17. Jahrhundert durch den Jesuiten Athanasius Kircher aufgegriffen und bekannt gemacht. Er war eigens nach Hameln gefahren, um sich historisch kundig zu machen. „Kircher hatte einen hohen Anteil an der Popularisierung. Seine Beschreibung des ‚Wunders‘ wurde oft zitiert, immer wieder neu aufgelegt, nacherzählt und übertragen.“ (Gesa Snell, Leiterin des Museums Hameln) „Kircher hat die Diskussion über Hameln eröffnet und damit die Voraussetzung für die spätere Popularisierung geschaffen.“ (Der Kircher-Forscher Christoph Daxelmüller) Von den Pfeifenklängen des Rattenfängers und dessen magischer Wirkung handelt auch Kirchers Musikwerk Musurgia universalis von 1650.
Der Geograph und Universalgelehrte Johann Gottfried Gregorii verbreitete die Sage zu Beginn des 18. Jahrhunderts in seinen populären Geographiebüchern im deutschsprachigen Raum. Dessen Sagenüberlieferungen waren Achim von Arnim, dessen Freund Jacob Grimm und Johann Wolfgang von Goethe noch ein Jahrhundert später bestens bekannt, als diese ihre Texte zur Rattenfängersage niedergeschrieben haben. Auch der schottische Schriftsteller Andrew Lang machte die Geschichte in seinem Buch „The Red Fairy Book“ aus dem späten 19. Jahrhundert populär. Seiner Version nach seien die Siebenbürger Sachsen Nachkommen der verlorenen Kinder Hamelns.
Bereits 1749 sah der ehemalige Hamelner Garnisonsprediger Christoph Friedrich Fein den historischen Hintergrund der „Fabel“ in einem Scharmützel zwischen den Bürgern der Stadt Hameln und Truppen des Bischofs von Minden im Jahre 1259.

## Immaterielles Kulturerbe
Im November 2013 bewarb sich die Stadt Hameln über das Niedersächsische Ministerium für Wissenschaft und Kultur um die Aufnahme des Brauchtums um die Rattenfängersage in das Bundesweite Verzeichnis des immateriellen Kulturerbes.
Die Aufnahme im Sinne des Übereinkommens zur Erhaltung des Immateriellen Kulturerbes der UNESCO erfolgte im Dezember 2014. Die Deutsche UNESCO-Kommission begründete die Auswahl unter anderem damit, dass die Ursprungsgeschichte bis heute in ständig neuen Variationen behandelt werde. Die Bandbreite der kulturellen Reflexion des Stoffes auch in Medien wie Comic, Dichtung und Musik halte die Geschichte des Rattenfängers von Hameln lebendig. Zum immateriellen Kulturerbe zählt ebenso der Rattenfänger-Literaturpreis, den die Stadt seit 1984 für phantastische Kinder- und Jugendliteratur vergibt.

## Ähnliche Sagen
Auch aus anderen deutschen Regionen und europäischen Ländern gibt es mit Rattenplagen zusammenhängende Rattenfänger- oder Rattenbanner-Sagen, so zum Beispiel aus Drancy-les-Nouës bei Paris in Frankreich, daneben auch mit Froschplagen (siehe Flößer von Thorn). Meistens verbinden sich diese Geschichten jedoch nicht damit, dass der Rattenfänger anschließend aus Rache noch weitere Ortsbewohner wegführte; eine Ausnahme machen die beiden nachfolgend genannten Geschichten.

### Rattenfänger von Korneuburg
Im niederösterreichischen Korneuburg soll im Jahr 1646 ein Rattenfänger aufgetreten sein. Nach Ertränkung der Ratten in einem Donauarm warf man ihm jedoch vor, mit dem Teufel im Bunde zu stehen, und verweigerte ihm die Bezahlung. An dieser Stelle enden die ältesten Überlieferungen. Erst später, in Anlehnung an die Hamelner Geschichte, kam die Sage hinzu, dass der Rattenfänger darauf zur Strafe Kinder aus Korneuburg weggeführt und auf dem Sklavenmarkt in Konstantinopel verkauft habe.

### Der Katzenveit von Tripstrille
In der Region um die sächsische Stadt Zwickau soll die Sagengestalt Katzenveit ihr Unwesen getrieben haben. Eine überlieferte Geschichte weist große Parallelen zum Rattenfänger von Hameln auf, wobei jedoch als Strafe für die zahlungsunwilligen Bürger nicht die Kinder, sondern die Katzen aus der Stadt geführt wurden.

## Anspielung in Goethes Faust
In Faust, der Tragödie erster Teil, stehen Faust und Mephistopheles vor Gretchens Kammer und anstatt wie bisher eines Geschmeides für Faust, das dieser dem Gretchen schenken kann, bringt Mephistopheles ein Lied mit, das er vorträgt. Gretchens Bruder Valentin vereitelt diesen Vortrag.
MEPHISTOPHELES

Was machst du mir

Vor Liebchens Tür,

Kathrinchen, hier

Bei frühem Tagesblicke?

Laß, laß es sein!

Er läßt dich ein,

Als Mädchen ein,

Als Mädchen nicht zurücke.

Nehmt euch in acht!

Ist es vollbracht,

Dann gute Nacht,

Ihr armen, armen Dinger!

Habt ihr euch lieb,

Tut keinem Dieb

Nur nichts zu Lieb',

Als mit dem Ring am Finger.

VALENTIN tritt vor.

Wen lockst du hier? beim Element!

Vermaledeiter Rattenfänger!

Zum Teufel erst das Instrument!

Zum Teufel hinterdrein den Sänger!

## Anspielungen in der Popkultur
Aufgrund der oben beschriebenen Beliebtheit gibt es in der Popkultur, wie in Filmen, TV-Serien, Musikstücken oder Videospielen immer wieder Reminiszenzen auf die Sage des Rattenfängers von Hameln:
- In der 17. Folge der zweiten Staffel (Der Trill-Kandidat) der Serie Star Trek: Deep Space Nine wird die Station von Cardassianischen Mäusen geplagt. Chief O’Brien findet keine Möglichkeit, die Plage mit den ihm zur Verfügung stehenden Mitteln einzudämmen. Er erhält von Dr. Bashir eine Flöte mit dem Hinweis „Es funktionierte in Hameln“ zum Geschenk.
- In Sailor Moon – Reise ins Land der Träume flöten Elfen in der Nacht, die Kinder wachen auf, folgen ihnen und werden mit einem fliegenden Schiff entführt.
- 1996 wurde der Rattenfänger von Hameln im Musikvideo Hand In Hand des Dance-Projektes Dune parodiert.[31]
- Das süße Jenseits ist ein zweifach Oscar-nominiertes Filmdrama des kanadischen Regisseurs Atom Egoyan aus dem Jahr 1997. Es basiert auf dem gleichnamigen Roman von Russell Banks. Das Drama variiert das Grundmotiv der Sage des Rattenfängers von Hameln: die Kinder eines Ortes sterben im Gefolge einer Leitfigur, in diesem Falle bei einer Busfahrerin.
- Im Titellied des Albums Kid A der Band Radiohead wird die Geschichte des Rattenfängers von Hameln metaphorisch entlehnt: „Rats and children follow me out of town; Rats and children follow me out of their homes; Come on, kids.“
- In dem Remake von A Nightmare on Elm Street aus dem Jahr 2010 wird in einer Szene, welche in der Bibliothek in Springwood spielt, auf eine Ähnlichkeit zwischen dem Rattenfänger und Freddy Krueger angespielt. In einem Buch stoßen zwei Jugendliche auf eine Illustration des Rattenfängers, welcher ein Hemd mit denselben rot-grünen Farbstreifen trägt, die auch Freddys Pullover aufweist. Damit soll wohl angedeutet werden, dass Freddy eine moderne (und auch brutalere) Variante von ihm sei, da auch er den Einwohnern von Springwood aus Rache die Kinder „wegnimmt“.
- In Lie to Me, einer US-amerikanischen Fernsehserie, ist die 19. Episode der zweiten Staffel nach dem Rattenfänger benannt (im Original: Pied Piper). In der Folge wird ein Entführer und Mörder von erstgeborenen Kindern gefasst.
- Auch im Film Für immer Shrek taucht der Rattenfänger auf.
- In dem Anime Mondaiji-tachi ga Isekai Kara Kuru Sō Desu yo? spielt die Sage über den Rattenfänger eine wichtige Rolle.
- Im dritten Kapitel des Action-Adventures Heavy Rain erhält der Protagonist Ethan Mars den sogenannten Kirchenbrief vom Origami Killer, in dem auf die Sage des Rattenfängers von Hameln angespielt wird:

„Als die Eltern vom Kirchgang nach Hause kamen, waren alle Kinder verschwunden. Sie suchten und riefen sie, sie weinten und flehten. Doch alles war vergeblich. Die Kinder wurden nie wieder gesehen.“'
- Der deutsche Fernsehthriller Die Toten von Hameln aus dem Jahr 2014 behandelt das mysteriöse Verschwinden von vier Mädchen mitsamt einem Betreuer in der Rothesteinhöhle des Ith, in die laut der Filmhandlung der Rattenfänger die Hamelner Kinder einst geführt haben soll.
- In der US-amerikanischen Serie Once Upon a Time – Es war einmal … ist der Rattenfänger in Wirklichkeit der Antagonist Peter Pan, der die männlichen Kinder Hamelns entführt und sie zu seinen „Verlorenen Jungs“ macht. Unter ihnen ist auch Rumpelstilzchens Sohn „Baelfire“, der später allerdings fliehen kann.
- In der US-amerikanischen Mystery-Fernsehserie Sleepy Hollow, Folge 4 der zweiten Staffel, Go Where I Send Thee…, wird auf den Rattenfänger von Hameln Bezug genommen. Auch der „Rattenfänger von Sleepy Hollow“ wurde um seine Bezahlung betrogen und entführt deshalb jeweils ein Kind der betreffenden Familie, wenn es zehn Jahre alt wird.
- In der US-amerikanischen Fernsehserie Silicon Valley heißt das Start-Up-Unternehmen, dessen Geschichte erzählt wird, „Pied Piper“.
- In der Audible Krimi-Hörspielserie „Der Rattenfänger“ verschwinden in einer fiktiven deutschen Kleinstadt innerhalb kürzester Zeit mehrere Kinder. Die leitende Kommissarin (gesprochen von Nina Hoss) vermutet dahinter eine Nachahmung der Rattenfänger-Sage.[33]
- Im Lied Nachbeben des Künstlers Alligatoah nimmt das lyrische Ich Bezug auf den Rattenfänger, indem es Menschen im Schlaf entführt. Einen Hinweis darauf gibt das orange Band am Hut des lyrischen Ichs.
- Intisar Khananis Fantasy-Roman A Darkness at the Door enthält zuletzt eine Anspielung auf die Sage, indem der Bösewicht in eine Flöte verwandelt wird.[34]
- In dem Indie-Horrorspiel Amanda the Adventurer schaut der Spieler sich VHS-Kassetten einer fiktiven Kindersendung an. In dieser sind aus der Stadt, in der sie spielt, alle Kinder bis auf die Protagonistin Amanda verschwunden; die Firma, die die Sendung produziert hat, heißt Hamelin (englisch für Hameln) und nutzt als Logo eine Ratte.
- Im Lied Symphony of destruction aus dem Jahre 1992 von Megadeth heißt es: „Just like the pied piper led rats through the streets we dance like marionettes swaying to the symphony swaying to the symphony of destruction.“
- Im Lied Where do the children go der Band The Hooters heißt es im Refrain: Where do the children go ... And who's that deadly piper who leads them away?
- Der Song Rattenfänger der Band Oberer Totpunkt ist eine Anspielung auf die berühmte Sage des Rattenfängers von Hameln und symbolisiert die Themen Verführung und Manipulation. Er reflektiert die Idee, dass Menschen, ähnlich wie die Ratten in der Legende, einem verführerischen, aber letztlich trügerischen Ruf folgen, ohne die Konsequenzen ihres Handelns zu hinterfragen.
- Der im Star-Trek-Universum angesiedelte Roman Die Kinder von Hameln nimmt Bezug auf die Sage.
- 2020 drehte Anthony Waller in Hameln mit Elizabeth Hurley, Mia Jenkins, Arben Bajraktaraj und Tara Fitzgerald in den Hauptrollen den Horrorfilm Der Rattenfänger, welcher von einer Mutter erzählt, die mit ihrer Tochter nach Hameln zieht und dort mit der dunklen Geschichte des Rattenfängers konfrontiert wird.[35]
- 2023 folgte unter Regie des Isländers Erlingur Thoroddsen das Horror-Drama Curse of the Piper - Melodie des Todes mit Charlotte Hope, Philipp Christopher und Julian Sands in einer seiner letzten Rollen, welches von einem Dirigenten erzählt, der mit einer Melodie den Rattenfänger zum Leben erweckt.[36]
- In der 2024 vom ZDF produzierten Serie Hameln kehren der Rattenfänger und die entführten Kinder als Wiedergänger in die Gegenwart zurück.[37]
- In den 1970er Jahren lief im niederländischen Fernsehen die seinerzeit populäre Fernsehserie „Kunt u mij de weg naar Hamelen vertellen, mijnheer?“. In 45 Folgen versuchten die vom Rattenfänger entführten Kinder den Weg zurück nach Hameln zu finden. Im Jahr 2003 entstand dazu eine Musical-Version.
- 2023 nahm Folge 6, Blut und Ton, der Serie Kohlrabenschwarz Bezug zur Rattenfänger-Sage. Auch hier verschwinden Jugendliche, von einer Melodie angezogen, in einer Höhle in einem Berg. Der Rattenfänger ist in dieser Anlehnung an die Sage allerdings eine Frau.

## Metaphorischer Gebrauch
Das Bild vom Rattenfänger als faszinierende verführerische Gestalt fand seit dem 19. Jahrhundert eine vielfältige publizistische Rezeption. Friedrich Nietzsche zitierte diesen in Hinblick auf Dionysos. Den Komponisten Johann Strauss (Sohn) stilisierte man satirisch-literarisch wie auch karikaturistisch zur – musikalischen – Rattenfängergestalt. Der Schriftsteller Richard Skowronnek (1862–1932) sah wiederum in Karl May den „großen Rattenfänger“. Polemisch verschärft wurde das Bild des Rattenfängers in Publikationen des 20. Jahrhunderts.
Im Nazijargon wurde der US-Jazzmusiker Benny Goodman zum „Rattenfänger von Neuyork“, andererseits sieht der kommunistische Schriftsteller Erich Weinert die Urheber dieser Bezeichnung selbst als „braune Rattenfänger“. Und so wird mittlerweile der Begriff Rattenfänger umgangssprachlich auf Mitglieder sehr verschiedenartiger politisch extremer Gruppen oder Parteien gemünzt. Auch prominenten Individuen wird die Bezeichnung nach wie vor zuteil, wie z. B. als kritischer Seitenhieb für den linken griechischen Politiker Alexis Tsipras als „Rattenfänger von Athen“ hinsichtlich seiner umstrittenen Europapolitik.

## Philatelistisches
Mit dem Erstausgabetag 3. Dezember 2020 gab die Deutsche Post AG in der Serie Sagenhaftes Deutschland ein Postwertzeichen im Nennwert von 95 Eurocent mit dem Motiv des Rattenfängers von Hameln heraus. Der Entwurf stammt von den Grafikern Thomas Steinacker und Jan-Niklas Kröger aus Bonn.

## Belletristik

Julius Wolff: Der Rattenfänger von Hameln

- Robert Browning (1812–1889): The Pied Piper of Hamelin. (Digitalisat einer deutschen illustrierten Ausgabe, um 1889)
- Julius Wolff (1834–1910): Der Rattenfänger von Hameln. (Roman-Adaptation von 1876)
- Viktor Dyk (1877–1931): Krysař (Der Rattenfänger) Novelle, 1915.
- Anna Elisabeth Wiede (1928–2009): Die Ratten von Hameln 1959 (Theaterstück, Uraufführung 1979 in Greifswald)
- Offenbarung 23: Folge 23 – Der Jungbrunnen, Hörspiel, Mai 2008, ISBN 978-3-7857-3537-4.
- Barbara Bartos-Höppner: Der Rattenfänger von Hameln (Illustrationen von Annegert Fuchshuber). Annette Betz Verlag, Wien, ISBN 3-219-10282-4. (erste Ausgabe von 1984)
- Jacek Gutry: Zaczarowany flet (Illustrationen von Bogusław Orliński). Verlag MEA, Warszawa 2001, ISBN 83-88626-49-3 (polnisch).

Die Motive der Sage wurden auch in der Fantasy-Literatur aufgegriffen, unter anderem in:
- Gilbert Shelton: Fat Freddys Kater und der Rattenfänger von Hameln. Rotbuch. Europäische Verlagsanstalt, Berlin 1993, ISBN 3-88022-800-0.
- Kai Meyer: Der Rattenzauber, Lübbe-Verlag, Bergisch Gladbach, 1995, ISBN 3-404-15265-4.
- China Miéville: König Ratte. Bastei Lübbe, Bergisch Gladbach 2003, ISBN 3-404-24310-2 (Miévilles Romandebüt führt die Sage aus Sicht der Ratten fort und verlegt ihn ins zeitgenössische London.)
- Terry Pratchett: Maurice, der Kater. Ein Märchen von der Scheibenwelt. Goldmann, München 2004, ISBN 3-442-54570-6.
- Wolfgang Hohlbein: Dreizehn. Arena, 1995, ISBN 3-401-02897-9.
- Bill Richardson: Der Klang der Freiheit cbt/C. Bertelsmann Jugendbuch Verlag, München 2004, ISBN 3-570-30141-9.
- Britta Daniel-Tonn: Rattenfänger von Hameln 2.0, in: dies.: Grimms Neue Märchen 2.0 Es war einmal...GANZ ANDERS! 2012.

Comic-Adaption des Rattenfänger-Stoffs:
- André Houot: Hamelin. Editions Glénat 2012. (Dt. Übersetzung: Der Rattenfänger von Hameln. Aus dem Französischen von Rossi Schreiber. Ehapa Comic Collection 2012).

## Dichtung
- Johann Wolfgang von Goethe: Der Rattenfänger.

## Musik
- Viktor Nessler: Der Rattenfänger von Hameln, Oper in 5 Akten; Libretto: F. Hofmann nach J. Wolff, UA: 19. März 1879, Leipzig
- Peter Mennin: Cantata de Virtute „The Pied Piper of Hamelin“ für Sprecher, Tenor, Bariton, Kinderchor, Chor und Orchester; Text nach Robert Browning (1969)
- Hannes Wader: Der Rattenfänger, uminterpretiert als sozialistische Parabel (1974)
- Rainhard Fendrich: Rattenfänger, aus dem Album Wien bei Nacht (Polygram CD 824294-2, 1985)
- Ludwig Hirsch: Der Rattenkönig, aus dem Album Tierisch (Amadeo CD 6125579-2008)
- ABBA: The Piper, aus dem Album Super Trouper (Polar Music CD POLS 322-1980)
- Crispian St. Peters: The Pied Piper, USA 1966, Original von Changin’ Times, USA 1965
- Ougenweide: Der Rattenfänger, Text von Johann Wolfgang von Goethe, 1974
- Megadeth: Symphony of Destruction, USA 1992, aus dem Album Countdown to Extinction
- Günther Kretzschmar: Der Rattenfänger von Hameln, Kantate für Kinder
- In Extremo: Der Rattenfänger, Deutschland 2001, aus dem Album Sünder ohne Zügel
- Feuerschwanz: Ra Ra Rattenschwanz aus dem Album Met und Miezen. In dieser Version lockt der Rattenfänger statt der Ratten die Frauen der Dorfbewohner an.
- BTS: Pied Piper, Südkorea 2017, aus dem Album Love Yourself: Her
- Saltatio Mortis: Rattenfänger aus dem Album Zirkus Zeitgeist (2015). Hier wird der Rattenfänger als Herzensbrecher dargestellt.
- Graham Waterhouse: Der Rattenfänger von Hameln für zwei Sopranblockflöten und Sprechstimme
- Schandmaul: Der Pfeifer, Deutschland 2022, aus dem Album Knüppel aus dem Sack

## Verfilmungen
- 1907: The Pied Piper of Hamelin, Regie: Percy Stow
- 1918: Der Rattenfänger von Hameln, Regie: Paul Wegener
- 1933: Der Rattenfänger von Hameln, Regie: Wilfred Jackson; Zeichentrickfilm
- 1957: Der Rattenfänger von Hameln, Regie: Bretaigne Windust; Fernsehfilm mit Van Johnson und Claude Rains
- 1972: Der Rattenfänger von Hameln, Regie: Jacques Demy; Musical mit Donovan und Diana Dors
- 1982: Der Rattenfänger von Hameln, Regie: Mark Hall; Animationsfilm
- 1985: Der Rattenfänger von Hameln, Regie: Jiří Barta; Animationsfilm, Tschechoslowakei
- 1997: Das süße Jenseits, Regie: Atom Egoyan; (Das Spielfilmdrama übernimmt das Grundmotiv der Sage als Plot für seine Geschichte)
- 2004: »Bilderbuch Deutschland« – Hameln. Buch und Regie: Anne Worst. Produktion NDR. Erstausstrahlung am 13. Juni 2004, 45 Min.
- 2005: Märchen & Sagen: Der Rattenfänger und die verschwundenen Kinder. Dokumentation. Produktion ZDF. Erstausstrahlung am 16. Oktober 2005. 45 Min.
- 2005: Der Rattenfänger von Hameln – Die wahre Geschichte aus der Reihe Die wahre Geschichte, Großbritannien, Discovery Channel
- 2014: Kriminalfall "Rattenfänger" - Was in Hameln wirklich geschah, Episode der Informations- und Bildungssendung Planet Wissen
- 2014: Die Toten von Hameln, Fernsehfilm des ZDF, in dem die Sage des Rattenfängers eine Rolle spielt[46]
- 2024: Hameln, Fernsehserie des ZDF nach einer Idee von Rainer Matsutani